# Ybbersnäs

Ybbersnäs är en by i staden Pargas, belägen i södra Finland.
Varifrån förledet Ybbers- kommer är okänt, men enligt en hypotes kan det härledas från det forntida mansnamnet Ödbjörn.
I Ybbersnäs bedriver Paroc Oy Ab gruvdrift.

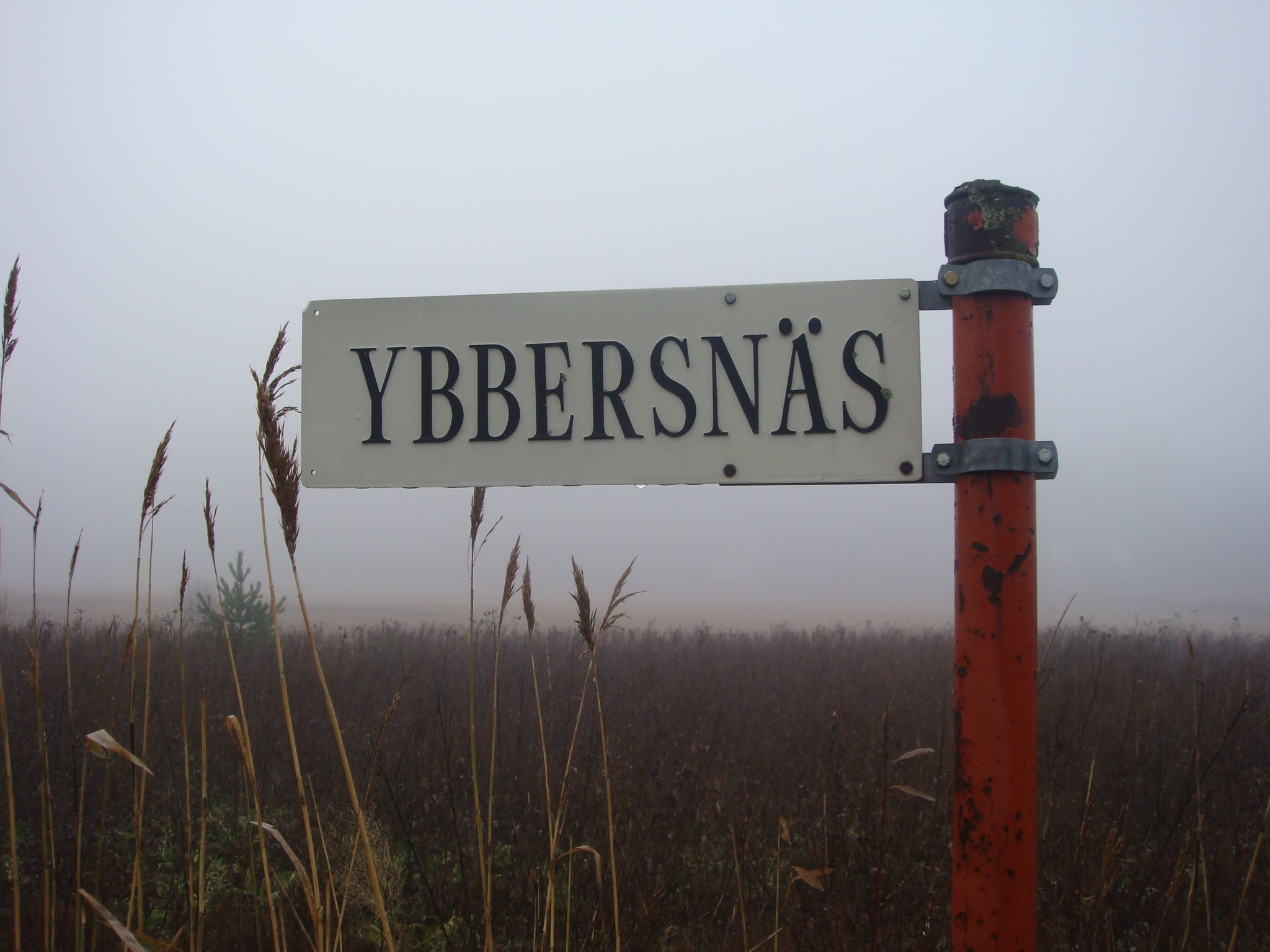
Skylt som pekar mot Ybbersnäs
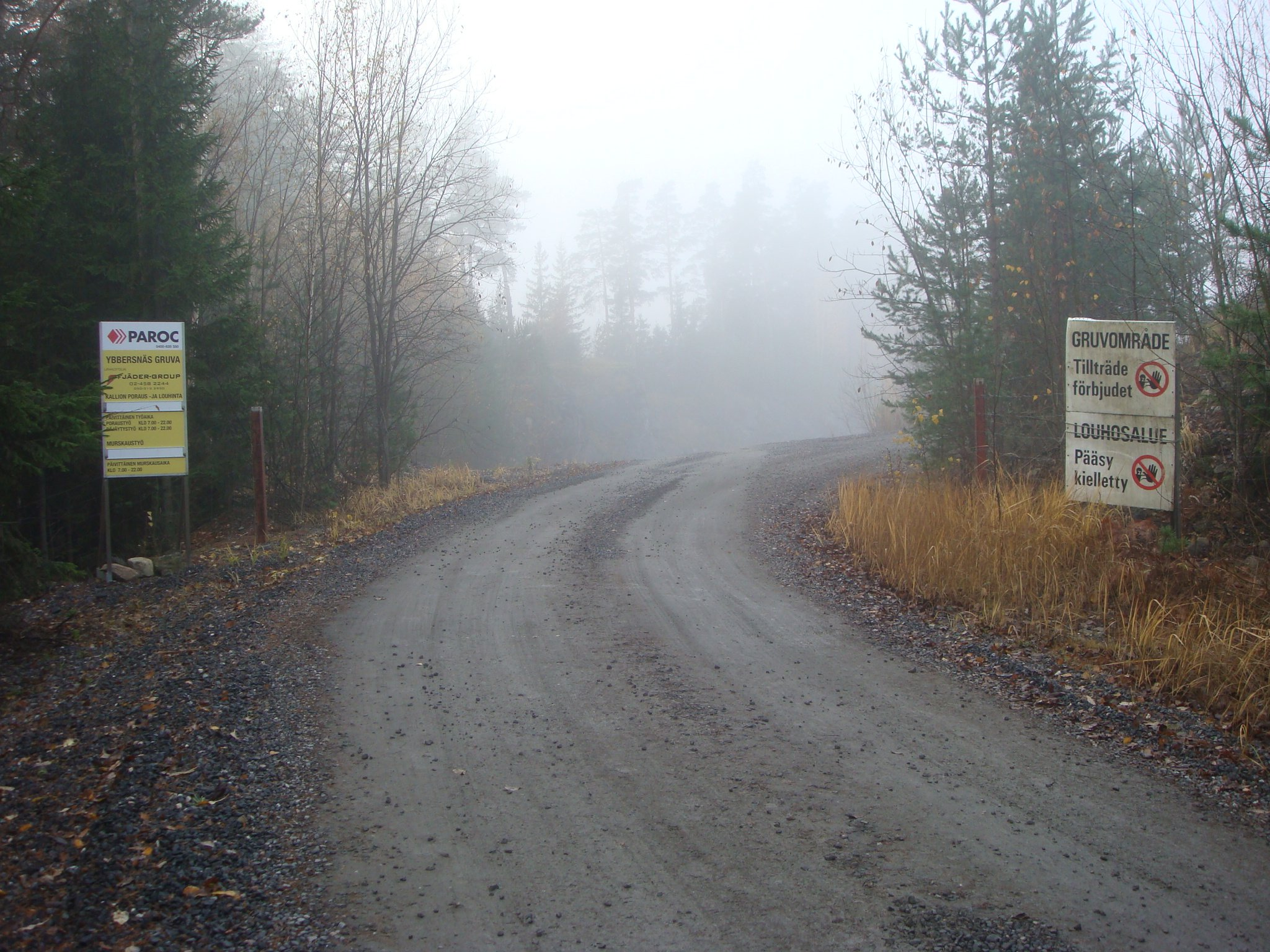
Infarten till Ybbersnäs gruva (november 2010)